# Neobisium princeps
Espèce
Neobisium princeps est une espèce de pseudoscorpions de la famille des Neobisiidae.

## Distribution
Cette espèce est endémique de Macédoine du Nord. Elle se rencontre à Lazaropolé dans la grotte Pećina Kalina Dupka.

## Description
La femelle holotype mesure 4,42 mm

## Publication originale
- Ćurčić, 1974 : Pseudoscorpions cavernicoles de la Macédoine. International Journal of Speleology, vol. 6, p. 193-215 (texte intégral).